# Flujo de tráfico (redes informáticas)
En las redes de conmutación de paquetes, el flujo de tráfico, flujo de paquetes o flujo de red es una secuencia de paquetes desde un equipo de origen a un destino, que puede ser otro host, un grupo de multidifusión o un dominio de difusión. El RFC 2722 define el flujo de tráfico como "un equivalente lógico artificial a una llamada o conexión" El RFC 3697 define el flujo de tráfico como "una secuencia de paquetes enviados desde una fuente concreta a un destino unicast, anycast o multicast concreto que la fuente desea etiquetar como flujo. Un flujo puede consistir en todos los paquetes de una conexión de transporte específica o un flujo de medios. Sin embargo, un flujo no está necesariamente mapeado 1:1 a una conexión de transporte" El flujo también se define en el RFC 3917 como “un conjunto de paquetes IP que pasan por un punto de observación en la red durante un cierto intervalo de tiempo” La eficiencia temporal del flujo de paquetes puede verse afectada por el retardo unidireccional (OWD) que se describe como una combinación de los siguientes componentes:
- Retardo de procesamiento (el tiempo que tarda en procesarse un paquete en un nodo de la red)
- Retardo de cola (el tiempo que un paquete espera en una cola hasta que puede ser transmitido)
- Retardo de transmisión (cantidad de tiempo necesaria para introducir todo el paquete en el cable)
- Retardo de propagación (cantidad de tiempo que tarda la cabecera de la señal en viajar del emisor al receptor)

## Utilidad para la administración de redes
Los paquetes de un flujo deben gestionarse de forma diferente a los de otros, mediante colas separadas en conmutadores, enrutadores y adaptadores de red, para lograr la conformación del tráfico, el control, el encolamiento justo o la calidad de servicio. También es un concepto utilizado en los analizadores de redes de colas (QNA) o en el rastreo de paquetes.
Aplicado a los enrutadores de Internet, un flujo puede ser una ruta de comunicación de host a host, o una comunicación de socket a socket identificada por una combinación única de direcciones de origen y destino y números de puerto, junto con el protocolo de transporte (por ejemplo, UDP o TCP). En el caso de TCP, un flujo puede ser un circuito virtual, también conocido como conexión virtual o flujo de bytes.
En los conmutadores de paquetes, el flujo puede identificarse mediante el etiquetado IEEE 802.1Q Virtual LAN en redes Ethernet, o mediante una ruta conmutada por etiquetas en la conmutación por etiquetas MPLS.
El flujo de paquetes puede representarse como una ruta en una red para modelar el rendimiento de la misma. Por ejemplo, se puede utilizar una red de flujo de agua para conceptualizar el flujo de paquetes. Los canales de comunicación pueden concebirse como tuberías, en las que la capacidad de la tubería corresponde al ancho de banda y los flujos al caudal de datos. Esta visualización puede ayudar a comprender los cuellos de botella, las colas y los requisitos específicos de los sistemas a medida.